# 28 (număr)
28 (douăzeci și opt) este numărul natural care urmează după 27 și este urmat de 29.

## În matematică

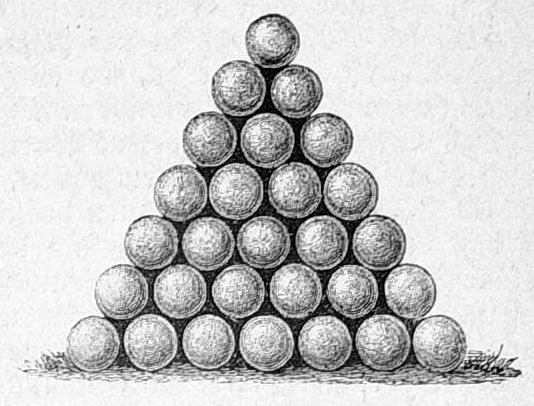
7 este un număr triunghiular

- 28 este un număr compus, divizorii săi proprii fiind 1, 2, 4, 7 și 14.[1]
- Este un număr semiperfect (pseudoperfect).[2][3]* Este al doilea număr perfect, întrucât este suma divizorilor săi proprii: 28 = 1 + 2 + 4 + 7 + 14. Este înrudit cu numărul prim Mersenne 7, din moment ce 2(3 − 1)(23 − 1) = 28. Următorul număr perfect este 496, anteriorul fiind 6.[4]
- Este suma funcției lui Euler pentru primele 9 numere întregi.[5]
- Deoarece cel mai mare factor prim al 282 + 1 = 785 este 157, care este mai mare decât dublul a 28, 28 este un număr Størmer.[6]
- Este al treilea număr întreg pozitiv cu o factorizare în numere prime de forma 22q, unde q este un prim impar (în acest caz, q este 7, iar 28 = 22 x 7).
- Este un număr Ore (număr cu divizori care au media armonică egală cu un număr întreg),[7][8] un număr fericit,[9][10] un număr triunghiular,[11] un număr hexagonal,[12] și un număr centrat nonagonal.[13]
- Apare în secvența Padovan, urmând după termenii 12, 16 și 21 (este suma primilor doi termeni).[14]
- Este un număr Keith în baza 10, deoarece reapare într-un șir similar cu șirul lui Fibonacci, plecând de la cifrele sale în baza 10: 2, 8, 10, 18, 28...[15]
- Este singurul număr cunoscut care poate fi exprimat ca suma primelor numere întregi pozitive (28 = 1 + 2 + 3 + 4 + 5 + 6 + 7), ca suma primelor numere prime (28 = 2 + 3 + 5 + 7 + 11) și ca suma primelor compuse (28 = 1 + 4 + 6 + 8 + 9) și cel mai probabil nu există niciun alt număr cu aceste caracteristici.[16]
- Este un număr practic.[17][18]

## În știință
- Este numărul atomic al nichelului.[19]
- Este masa atomică a siliciului.
- Este al patrulea număr magic în fizica nucleară.[20]

### Astronomie
- NGC 28 este o galaxie eliptică localizată în constelația Phoenix.
- Messier 28 este un roi globular din constelația Săgetătorul.
- 28 Bellona este o planetă minoră.
- 28P/Neujmin (Neujmin 1) este o cometă periodică din sistemul solar.
- Timpul de rotație al suprafeței solare variază datorită compoziției solare (gaz și plasmă). La 45°, fiecare rotație se realizează în 28 de zile.[21]
- Gravitația Soarelui este de 28 de ori mai mare decât cea a Pământului.

## Altele
- 028 este codul ISO 3166-1 pentru Antigua și Barbuda.
- 28 este codul de țară UIC al Georgiei.[22]